# Pamlico River
Pamlico River ist ein Fluss im Bundesstaat North Carolina in den Vereinigten Staaten von Amerika. Eine Brücke, die die U.S. Route 17 über den Fluss führt und Washington mit Chocowinity verbindet, trennt den Fluss. Oberhalb (westlich) der Brücke wird der Fluss Tar River, unterhalb (ostwärts in Richtung Atlantik) Pamlico genannt. Sie unterscheiden sich dadurch, dass im Pamlico River Tidenhub vorhanden ist.
Ursprünglich lebten die Tuscarora, ein Stamm amerikanischer Indianer, an den Ufern des Pamlico River. Sie wurden jedoch durch den Tuscarora-Krieg von 1711 bis 1715 sowie durch Krankheiten dezimiert und im Jahre 1718 nach Bertie County umgesiedelt. Englische, irische und schottische Siedler wanderten von Virginia ein, erwarben das billige Land und ließen sich am Pamlico River nieder. Eine Gruppe Deutschschweizer siedelte sich in der Region um New Bern an. In der Mündungsregion des Pamlico River in den Pamlico Sound war der Tabakanbau eine der Haupteinnahmequellen. Bath, eine kleine Küstenstadt in der Nähe der Mündung des Flusses in den Atlantik war die Operationsbasis des Piraten Blackbeard. Während des Sezessionskrieges war der Pamlico River von wesentlicher strategischer Bedeutung, am Grunde des Flusses liegt ein Kriegsschiff der Union, die Pickett.   
Obwohl heute keine Dampfschiffe oder Frachter den Fluss befahren wird er immer noch von Hunderten kleiner Boote befahren und ist ein beliebtes Gebiet für Angler und Wassersportler.